# باتريشيا شو (روائية)
باتريشيا شو (بالإنجليزية: Patricia Shaw)‏ (26 مايو 1928، ملبورن في أستراليا)؛ كاتِبة، مؤلفة وروائية أسترالية.